# John O'Donoghue (personnalité politique)
 (mars 2019).
Si vous disposez d'ouvrages ou d'articles de référence ou si vous connaissez des sites web de qualité traitant du thème abordé ici, merci de compléter l'article en donnant les références utiles à sa vérifiabilité et en les liant à la section « Notes et références ».
Pour les articles homonymes, voir John O'Donoghue.
John Michael O'Donoghue (né le 28 mai 1956) est une personnalité politique irlandaise du Fianna Fáil. Il est Ceann Comhairle du Dáil Éireann de 2007 à 2009, ministre des Arts, du Sport et du Tourisme de 2002 à 2007, Ministre de la Justice, de l'Égalité et de la Réforme de la loi de 1997 à 2002 et secrétaire d'État au ministère des Finances de 1991 à 1992. Il est député (Teachta Dála) pour la circonscription de Kerry South de 1987 à 2011.